# Alter Gleisberg (Naturschutzgebiet)
Das Naturschutzgebiet Alter Gleisberg liegt im Saale-Holzland-Kreis in Thüringen südlich von Löberschütz, nördlich von Taupadel und westlich von Graitschen. Nordöstlich erstreckt sich das  263,4 ha große Naturschutzgebiet Gleistalhänge.

## Bedeutung
Das 114,4 ha große Gebiet mit der NSG-Nr. 301 wurde im Jahr 2000 unter Naturschutz gestellt.